# Cykloobousměrka

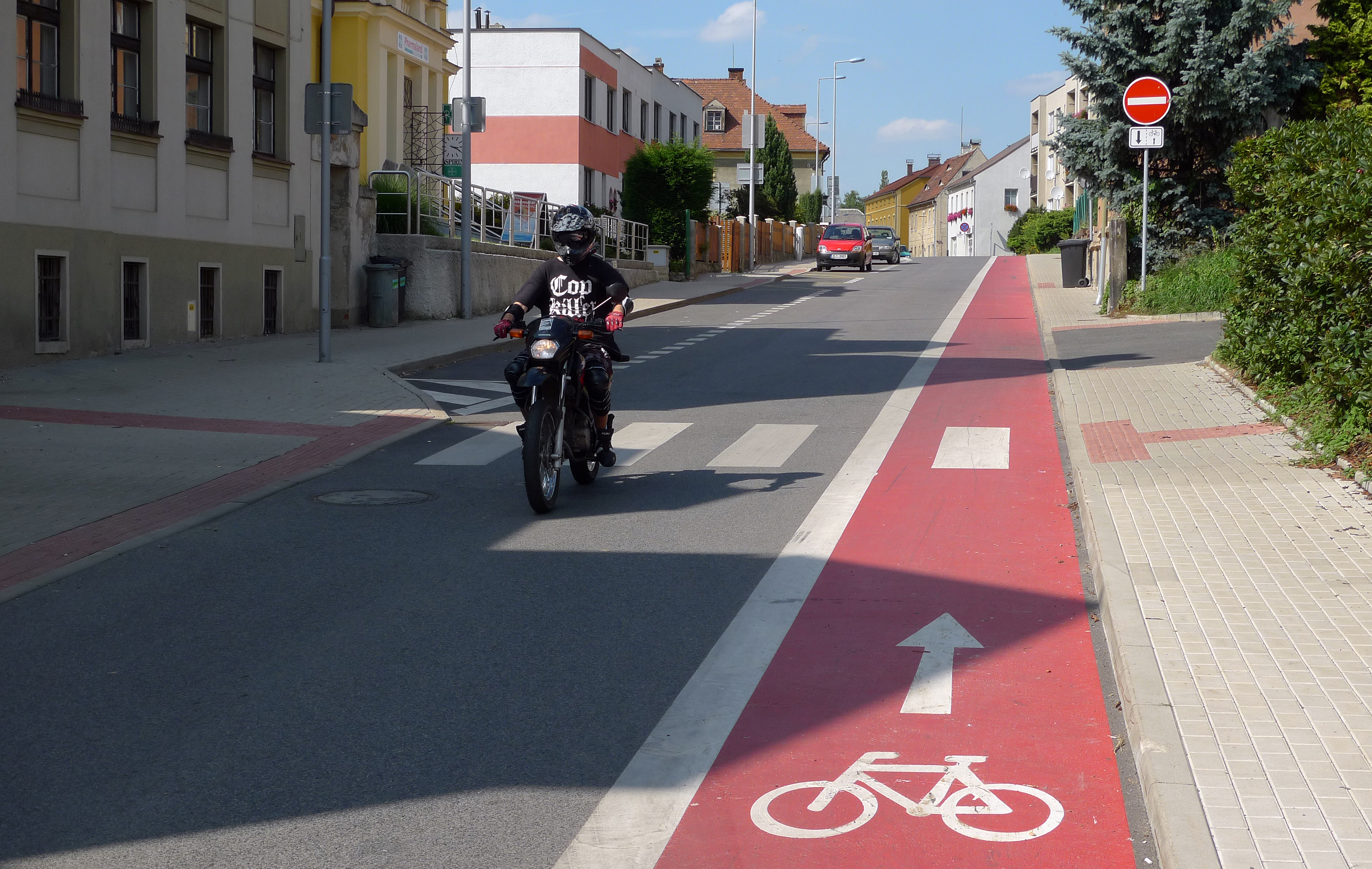
Cykloobousměrka v Hrádku nad Nisou

Cykloobousměrka je jednosměrná pozemní komunikace, do které mají obousměrný vjezd povolen pouze cyklisté. Někdy je doplněna i cyklopruhem, ale není to pravidlem. Slouží k větší plynulosti dopravy a ke snadnějšímu průjezdu cyklistům. Vyskytují se primárně v ulicích s nižší rychlostí a menším provozem automobilové dopravy. Provoz na cykloboousměrkách je bezpečný.
V Praze bylo v roce 2023 takto vyznačeno 46,6 km pozemních komunikací. V Brně to v roce 2019 bylo 11 km. V Praze i Brně byly opakované snahy o jejich rušení ze strany města, které byly vždy zamítnuty soudem. V roce 2025 se nacházejí v mnoha českých městech včetně Prahy, Brna, Pardubic, Hradce Králové, Jihlavy, Loun a dalších.

## Historie
Jednotlivé země v Evropě a ve světe zaváděly cykloobousměrky postupně a s velmi rozdílnou rychlostí. Ve Spojeném království je bylo možné využívat již od 70. let 20. století. V Německu byla první cykloobousměrka vytvořena v roce 1997.
V Bruselu jsou zřizovány povinně ve všech jednosměrných ulicích od roku 2004.

## Prostorové nároky
V Česku upravuje návrh cykloobousměrek technický předpis ministerstva dopravy č. 179. Protisměrný pruh pro cyklisty lze zřídit na komumikaci s povolenou rcyhlostí max 30 km/h a s volnou šířkou 3,0 m za předpokladu maximálního provozu 100 vozidel/hod, při provozu do 400 voz/hod pak s šířkou 3,75 m. U nově budovaných komunikací je pak minimální požadovaná volná šířka 4,0 m při rychlosti do 30 km/h.

## Značení
V Česku jsou cykloobousměrky označovány dopravní značkou E 12b a E 12a. Vodorovné značení se nevyznačuje v pěších, obytných a zklidněných zónách. V některých zemích je průjezd cyklistů v protisměru povolen za určitých podmínek automaticky i bez dopravního značení, například ve Francii. V mnoha zemích (včetně Česka), je označená dodatkovou tabulí pod dopravní značkou oznamující jednosměrnou ulici.

Dopravní značka na Ukrajině
Dopravní značka v Izraeli
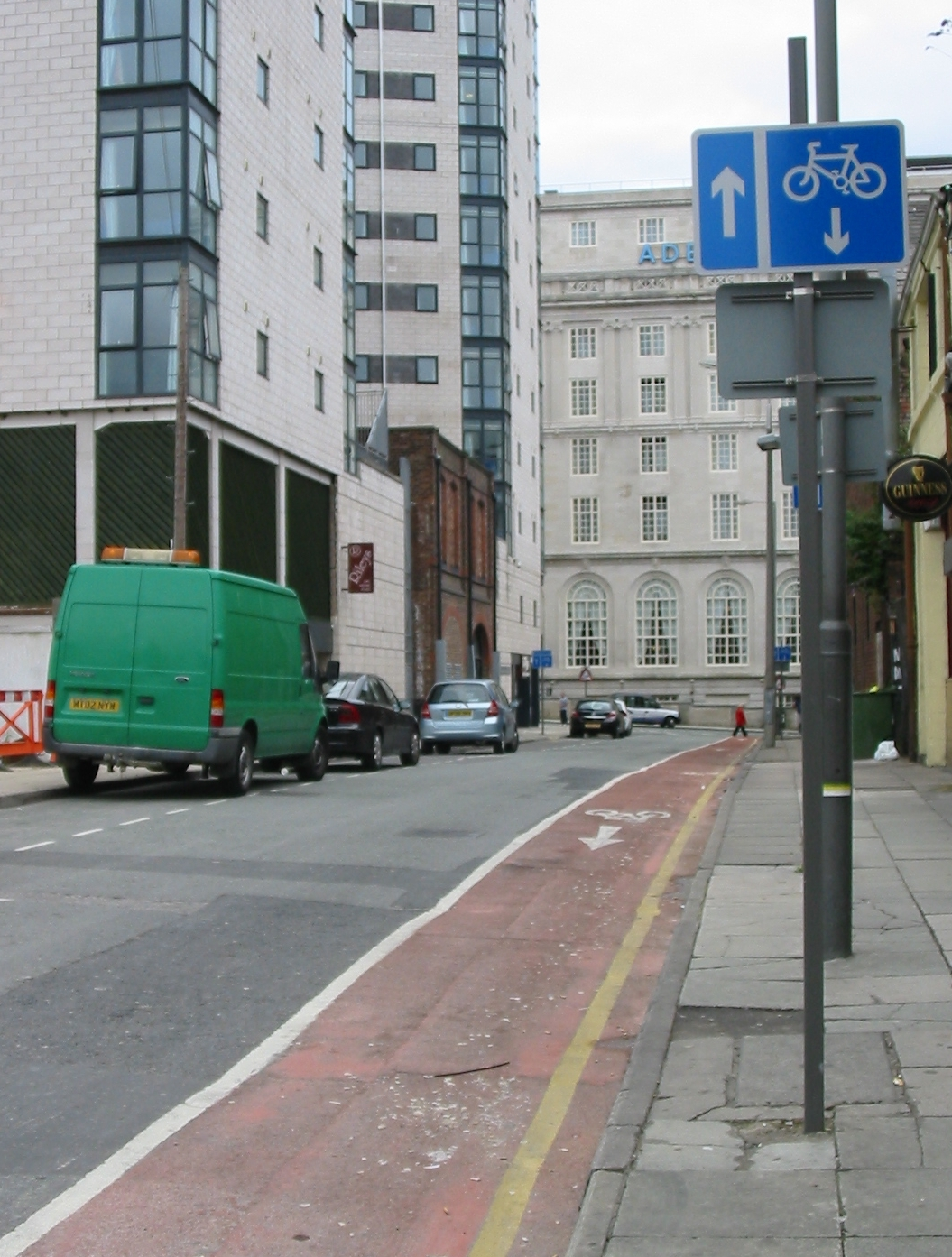
Dopravní značka ve Spojeném království
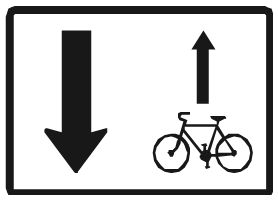
E 12b „Vjezd cyklistů v protisměru povolen“. Česko.
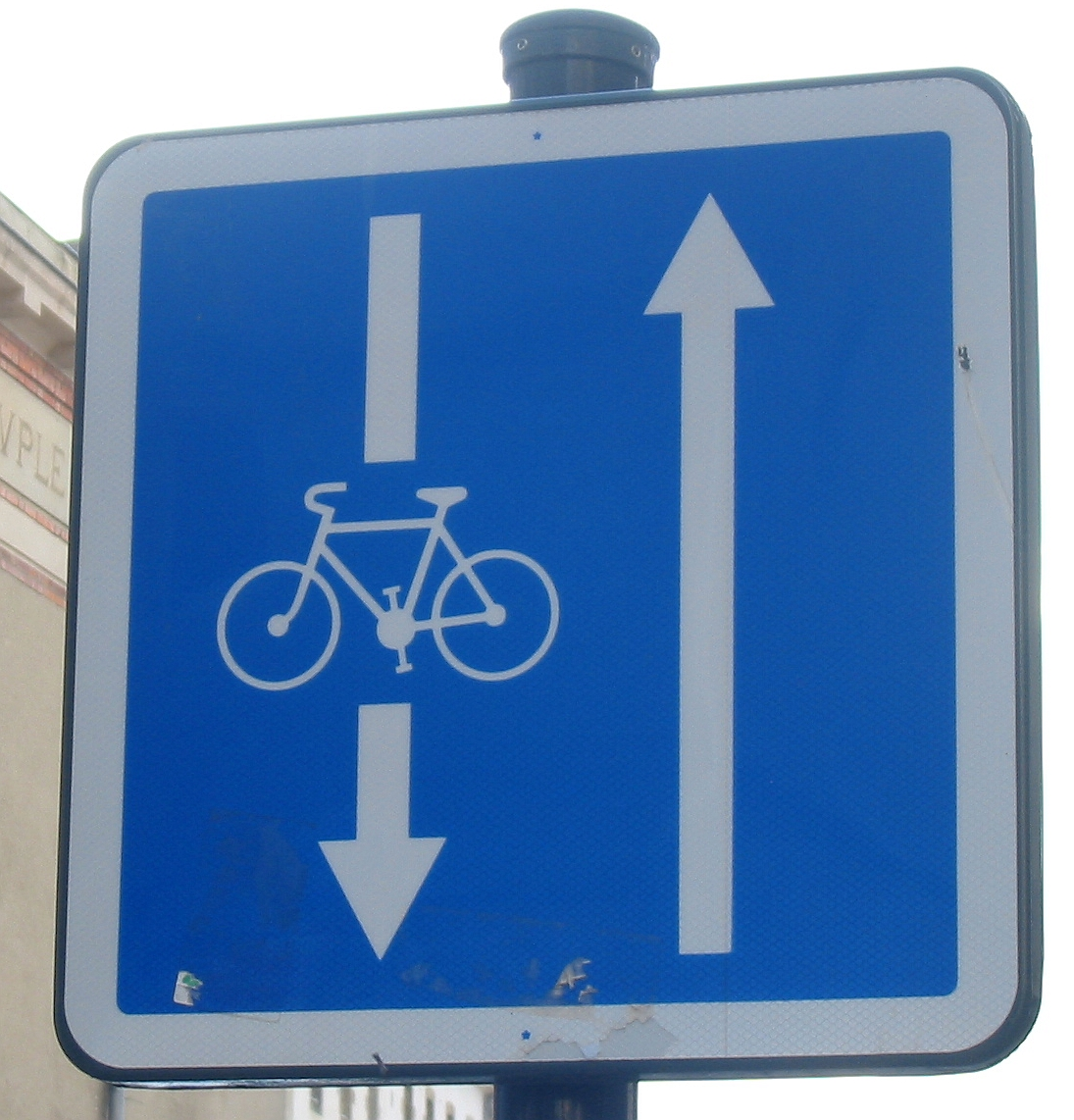
Dopravní značka ve Francii